# Astrodiplosis speciosa
Astrodiplosis speciosa är en tvåvingeart som beskrevs av Ephraim Porter Felt 1913. Astrodiplosis speciosa ingår i släktet Astrodiplosis och familjen gallmyggor.
Artens utbredningsområde är Guatemala. Inga underarter finns listade i Catalogue of Life.